# 2648 Ова
2648 Ова (2648 Owa) — астероїд головного поясу, відкритий 8 листопада 1980 року.
Тіссеранів параметр щодо Юпітера — 3,603.